# ロボット (クラフトワークの曲)
「ロボット」（英語：The Robots, ドイツ語：Die Roboter）は、クラフトワークが1978年に発表した楽曲。アルバム『人間解体』に収録された。シングルカットされ、西ドイツでは25位を記録した。

## 収録曲(1978年)

### 7インチシングル(日本版)
| #  | タイトル     | 作詞・作曲                                | 時間 |
| -- | ------------ | ----------------------------------------- | ---- |
| 1. | 「ロボット」 | Ralf Hütter Florian Schneider Karl Bartos | 4:20 |

| #  | タイトル           | 作詞          | 作曲   | 時間 |
| -- | ------------------ | ------------- | ------ | ---- |
| 1. | 「ヨーロッパ特急」 | Hütter Schult | Hütter | 3:55 |

## 概要
ロボットはのことがヴォコーダーを通して歌われている。 
ロシア語の部分は「Я твой слуга」(ya tvoy sluga 私は奴隷)「Я твой работник」(ya tvoy rabotnik、私は労働者)と言っている。

## ライブ・パフォーマンス
1981年のライブではメンバーを模したマネキンを置き、その隣でメンバーが演奏。
1991年から1998年までは「ロボット」を無人で演奏後、アレンジである「Robotronik」が流れると同時にスクリーンが降り、メンバーの頭部が付いた裸のロボットが演奏に合わせて踊りを披露する。
2004年から2009年まではロボットがステージで踊る。
2015年からは赤いシャツと黒いネクタイとズボンを着たロボットが踊る。
2002年、2003年、2012年から2014年はロボットが登場せず、メンバーが生演奏。2015年以降は公演によって、メンバーが生演奏をする場合と、生演奏せずにロボットが登場する場合がある。
また、2019年はロボットが登場する場合は1991年から1998年までと同様に、無人で演奏されたのち、「Robotronik」が流れてスクリーンが降り、ロボットが登場する。また、服装については赤いシャツと黒いネクタイとズボンではなく、メンバーが着用しているものと同じスーツを着て踊る。

## チャート
| チャート(1978)                                                                    | 最高順位 |
| --------------------------------------------------------------------------------- | -------- |
| 独メーディア・コントロール・ゲーエフカー・インターナツィオナール シングルチャート | 18       |
| ビルボード ダンス・ソングランキング                                               | 39       |

## 1991年のシングル
1991年に発売されたTHE MIXの同曲のシングル。

## 収録曲(1991年)

### 7インチ(英国版のみ)
| #  | タイトル     | 作詞・作曲                                | 編曲             | 時間 |
| -- | ------------ | ----------------------------------------- | ---------------- | ---- |
| 1. | 「ロボット」 | Ralf Hütter Florian Schneider Karl Bartos | Hütter Schneider | 3:43 |

| #  | タイトル       | 作詞・作曲                                | 編曲             | 時間 |
| -- | -------------- | ----------------------------------------- | ---------------- | ---- |
| 1. | 「Robotronik」 | Ralf Hütter Florian Schneider Karl Bartos | Hütter Schneider | 4:53 |

### 12インチ(英国版のみ)
| # | タイトル | 作詞 | 作曲・編曲 |
| - | -------- | ---- | ---------- |

| # | タイトル | 作詞 | 作曲・編曲 |
| - | -------- | ---- | ---------- |

### CD(米国版のみ)
| # | タイトル | 作詞 | 作曲・編曲 |
| - | -------- | ---- | ---------- |

### カセット(米国版のみ)
| # | タイトル | 作詞 | 作曲・編曲 |
| - | -------- | ---- | ---------- |

## チャート
| チャート(1991)                            | 最高順位 |
| ----------------------------------------- | -------- |
| アイルランドシングルチャート              | 26       |
| 全英シングルチャート                      | 20       |
| ビルボード ダンスソング                   | 42       |
| ビルボード エレクトリック・ダンスシングル | 42       |